# Comobatrachus
Genre
Comobatrachus (signifiant « grenouille de Como Bluff (en) ») est un genre douteux fossile d'amphibiens connus seulement par l'holotype, YPM 1863, une partie de l'humérus droit, trouvé dans la carrière Reed 9 près de Como Bluff, Wyoming dans la formation de Morrison datée du Jurassique supérieur.
L'holotype est commenté mais non décrit par Moodie en 1912, bien qu'il ait probablement été découvert aux côtés de l'holotype d’Eobatrachus (en), mais n'est pas décrit par Othniel Charles Marsh lorsqu'il nomme Eobatrachus en 1887. L'espèce type, et unique, C. aenigmatis, est nommée et décrite en 1960. Elle était probablement apparentée à l'Eobatrachus contemporain.

## Systématique
Le nom valide complet (avec auteur) de ce taxon est Comobatrachus Hecht (d) & Estes (d), 1960.